# Ceraeochrysa valida
Ceraeochrysa valida är en insektsart som först beskrevs av Banks 1895.  Ceraeochrysa valida ingår i släktet Ceraeochrysa och familjen guldögonsländor. Inga underarter finns listade i Catalogue of Life.